# A révnél

A révnél Kaffka Margit posztumusz elbeszéléskötete, mely a Franklin Társulat kiadásában jelent meg 1918-ban Budapesten. A tizenkilenc elbeszélést tartalmazó kötetet az író maga rendezte sajtó alá, de megjelenését már nem érhette meg.

## Tartalom
- Egy régi katonáról 3
- Rába 14
- Kate 24
- Átutazóban 35
- Mirjam 55
- Péter délutánja 64
- Fekete karácsony 79
- Az üvegkisasszony 100
- Becskereki Tihamér 112
- Iskolások 125
- Irinyó-pirinyó 137
- Májusi zápor 147
- A révnél 156
- Marisnak mindegy 165
- Az első stációnál 177
- A gép mellett 186
- Az elvetemült 195
- Hölgyvilág 205
- A kis leány 219
- Imádkozni próbáltam (1914 karácsony) 234

## Ismertetése
A kötet írásai finom lélekrajzzal átszőtt kisebb elbeszélések. Kaffka Margit kiemel kora valóságából egy-egy drámai helyzetet, jellegzetes női sorsot. Nem moralizál, történetei nem tanulsággal szolgálnak, hanem a lélek rezdüléseit és hullámzásait mutatják az őt ért benyomások hatása alatt.
Az elvetemült hőse egy hivatalos pártfogásba vett „bukott” lány, akit úri asszonyokhoz helyeznek, hogy náluk jó nevelést kapjon. A lányt csak az előszobában látjuk, ahogy a szobalánnyal beszél, de ez a rövid monológ mesteri. A „romlott” lány tudatosan lépett erre az útra, hogy a nyomorból kiszabadulva gondtalan életet élhessen. Eszével és a gonoszságában rejlő erővel kifog mind a naiv, ártatlan, mind az álszenteskedő úri asszonyokon. 
A kötet kiemelkedő darabja A révnél című elbeszélés, mely egy révészcsalád életébe enged bepillantást a háború idején. Evezés közben az idős révész nekitámad katonasorban lévő, de a sorozáson kiszuperált fiának, aki sértett önérzettel apja ellen lázadna, hiszen a bátyja épp katona „Oroszlengyelországban”. Ám közbelép és lecsitítja őket a két fiáért aggódó anya, akinek szívén „átvágtat minden, minden nyomorúsága, dühe, rosszasága, véletlene, vak őrülete, nehéz betegsége, háborús jaja ennek a zavaros álmú világnak”, – és közben csónakjukkal átérnek a folyó túlsó partjára.
Az első stációnál a háború egy apró epizódját villantja fel, ám annál mélyebbre világít. Két katona sebesülten menekül visszafelé a lövészárkokhoz. A módos Bagi Jóskát és a zsellér Kajtor Ferit a falujukban elválasztotta a vagyon, de a háború és a nélkülözés már rég összehozta őket. Most menekülés közben, a hazatérés puszta lehetőségére, már „az első stációnál” Bagi Jóskában feltámad a gazdag-paraszt gőgje, és mire a fedezékbe érnek, már idegennek érzi addigi bajtársát.
A szerző más történeteiben is szívesen ábrázolja az emberek gyöngeségét, apró bűneit: az anyák önzését (Hiába), a férfiak érzékiségét (Este), léhaságát (A kislány), a pletykálkodó falut (Iskolások). A kötet egyetlen humoros darabja Az üvegkisasszony. A híres regényíró fölkeresi azt a családot, amelyben valaha nevelekedett. Az ifjúságáról szóló regényében ezt a környezetet idealizálva írta le. Hősnője, az Üvegkisasszony azóta megöregedett és most „Az üvegkisasszonyhoz” címzett kocsma tulajdonosaként rátámad, amiért annyi hazugságot írt róluk. 
A Régi katonáról című elbeszélésben egy nagymama mesél unokáinak az ifjúkor idillikus történetéről, amikor egy francia tiszt udvarlását fogadta. A Fekete karácsony naiv gimnazistája a tanára feleségébe szerelmes. Az asszony, – akit egy korábbi viszonya miatt férje „a hallgatás fegyverével” büntet –, boldogan készül visszautasítani a diák ajánlatát: legalább még egyszer hallhatja majd, hogy valaki szereti.
A Marisnak mindegy  című kis történet egy parasztasszonyról szól, aki fiatalon teherbeesett. Később egy özvegy bíró felesége lett, aki mellett elültek régi álmai. Amikor a háborúban már az idősekre kerül sor, és urát is elviszik, Maris egykedvűen veszi tudomásul: végre is az a fő, hogy enni legyen mit.
Az egyszerű élethelyzeteket és embereket ábrázoló sorából „kilóg” az  Átutazóban. Egy fiatal kaukázusi herceg felkeresi a szintén grúz, de Svájcba száműzött forradalmár Ketewan hercegnőt. A rajongó idealista nő, aki elutasítja az orosz hatalmat, és a számító, megalkuvó hajlamú fiatalember egymásba szeret. 

## Értékelések
- A kötetet rögtön megjelenése után Császár Elemér így jellemezte: Kaffka Margit „jobbára egyszerű, kevésszínű anyaggal dolgozik s mozgalmas cselekmény helyett megelégszik egy-egy jelenet vagy egy-két alak rajzával. Ez nyilván tudatos művészi tartózkodás volt nála: hogy az emberi életet belső vonatkozásaiban állíthassa szemünk elé, lemondott az érdekfeszítő meséről s a lelki mozgalmakra irányozta tekintetét. [Történeteiből] egy egységes világfölfogás képe rakódik össze, bizonyos enyhe pesszimizmus, mely azonban csak lemondást hirdet, beletörődést az élet megváltoztathatatlan viszonyaiba, s nem lázong, nem tagad.”
- Hegedüs Géza írta a kötetről, már a század vége felé: „Itt elmarad a [korábbi] stílus impresszionizmusa, a fogalmazás fegyelmezetten szabatos, és habár az alakok lélektani ábrázolása kitűnő, a cél mégis mindenütt a társadalomkép. Kaffka Margit elérkezett művészi útjának új állomásához. De nem volt folytatás.”[2]